# غشاء مخاطي للفم
الأسنان واللسان والنسج الرخوة المحيطة بها من مشتقات الوريقة الخارجية. وتتكون من نسيج ظهاري يختلف من ناحية تقرنه حسب المنطقة، فاللسان يعتبر متقرناً والشفاه نظيرة التقرن بينما يعتبر باطن الخد غير متقرن أبداً. يمكن التنبؤ بمقدار التقرن الحاصل تبعاً لوظيفة النسيج المعنى.

## التصنيف
يمكن تقسيم الغشاء المخاطي للفم إلى ثلاث فئات رئيسية بناءً على الوظيفة والأنسجة:
- بطانة الغشاء المخاطي (Lining mucosa)، وهي نسيج طلائي حرشفي طبقي غير كيراتيني، توجد في كل مكان تقريبًا في تجويف الفم، بما في ذلك:
  - الغشاء المخاطي السنخي (Alveolar mucosa)، وهو البطانة بين الغشاء المخاطي الشدق والشفوي. إنه أحمر أكثر إشراقًا، أملس ولامع مع العديد من الأوعية الدموية، ولا يرتبط بالأنسجة الكامنة بواسطة أوتاد شبكية. [4]

- - الغشاء المخاطي الشدق (Buccal mucosa)، وهو البطانة الداخلية للخدين وقاع الفم، وجزء من الغشاء المخاطي المبطن.
  - الغشاء المخاطي الشفوي (Labial mucosa)، وهو البطانة الداخلية للشفاه، وجزء من الغشاء المخاطي المبطن. [5]

- الغشاء المخاطي المضغي (Masticatory mucosa)، وهو نسيج طلائي حرشفي طبقي كيراتيني، يوجد على ظهر اللسان والحنك الصلب واللثة الملتصقة.

- الغشاء المخاطي المتخصص (Specialized mucosa)، ويوجد تحديداً في مناطق براعم التذوق على الحليمات اللسانية على السطح الظهري لللسان، ويحتوي على نهايات عصبية للاستقبال الحسي العام وإدراك التذوق. [6]

## البناء والتكوين
يتكون الغشاء المخاطي للفم من طبقتين، سطح النسيج الطلائي الحرشفي الطبقي والصفيحة المخصوصة العميقة. في الغشاء المخاطي الكيراتيني للفم، تتكون الظهارة من أربع طبقات:
1. الطبقة القاعدية (Stratum basale).
2. الطبقة الشائكة (Stratum spinosum).
3. الطبقة الحبيبية (Stratum granulosum).
4. الطبقة المتقرنة (Stratum corneum).

في الظهارة غير الكيراتينية، تظل الطبقتان العميقتان (القاعدية والشائكة) كما هي، لكن الطبقات الخارجية تسمى الطبقات المتوسطة والسطحية.
اعتمادًا على منطقة الفم، قد تكون الظهارة غير كيراتينية أو كيراتينية. تغطّي الظهارة الحرشفية غير الكيراتينية الحنك الرخو والشفاه الداخلية والخدود الداخلية وأرضية الفم والسطح البطني لللسان. تتواجد الظهارة الحرشفية الكيراتينية في اللثة والحنك الصلب بالإضافة إلى مناطق السطح الظهري لللسان. 
الكيراتين هو التمايز الخلوي للخلايا الكيراتينية في الطبقة الحبيبية إلى خلايا سطحية غير حيوية أو مربعات لتشكيل الطبقة المقترنة. تتمايز الخلايا نهائيًا عندما تهاجر إلى السطح من الطبقة القاعدية حيث توجد الخلايا السلفية على السطح الظاهري.
على عكس الظهارة الكيراتينية، لا تحتوي الظهارة غير الكيراتينية عادةً على طبقات سطحية تُظهر الكيراتين. ومع ذلك، قد تتحول الظهارة غير الكيراتينية بسهولة إلى نوع كيراتيني استجابةً لصدمة احتكاكية أو كيميائية، وفي هذه الحالة تخضع لفرط الكيراتين. يحدث هذا التغيير إلى فرط الكيراتين عادةً على الغشاء المخاطي الشدق غير الكيراتيني عادةً عندما يتشكل لينيا ألبا (Linea alba)، وهو نتوء أبيض من الأنسجة القاسية يمتد أفقيًا عند المستوى الذي تلتقي فيه أسنان الفك العلوي والسفلي معًا وتنطبق. من الناحية النسيجية، لوحظ وجود كمية زائدة من الكيراتين على سطح الأنسجة، وتحتوي الأنسجة على جميع طبقات الأنسجة المتقاربة بطبقاتها الحبيبية والكيراتينية. في المرضى الذين لديهم عادات مثل صرير الأسنان، يصبح الغشاء المخاطي الشدق مساحة أكبر من مجرد لينيا ألبا مفرطة الكيراتين. يجب تسجيل هذه الآفة الكبيرة البيضاء والخشنة والمرتفعة بحيث يمكن إجراء تغييرات في خطة علاج الأسنان فيما يتعلق بالعادات الوظيفية للمريض. 
حتى الأنسجة الكيراتينية يمكن أن تخضع لمستوى إضافي من فرط الكيراتين. تُنتَج زيادةٌ في كمية الكيراتين نتيجة لصدمة جسدية مزمنة في المنطقة. التغييرات مثل فرط الكيراتين يمكن عكسها إذا أُزيل مصدر الإصابة، ولكن يستغرق الأمر وقتًا حتى يتساقط الكيراتين أو تفقده الأنسجة. وبالتالي، للتحقق من التغيرات الخبيثة، يمكن الإشارة إلى خزعة أساسية ودراسة مجهرية لأي نسيج مبيض، خاصة إذا كان في فئة السرطان عالية الخطورة، مثل تاريخ من تعاطي التبغ أو الكحول أو إيجابية فيروس الورم الحليمي البشري. يرتبط النسيج المفرط الكيراتين أيضًا بالحرارة الناتجة عن التدخين أو السوائل الساخنة على الحنك الصلب في شكل التهاب الفم النيكوتيني.
الصفيحة المخصوصة هي طبقة نسيج ضام ليفية تتكون من شبكة من النوعين الأول والثالث من ألياف الكولاجين والإيلاستين في بعض المناطق. الخلايا الرئيسية في الصفيحة المخصوصة هي الخلايا الليفية المسؤولة عن إنتاج الألياف وكذلك المصفوفة خارج الخلية.
الصفيحة المخصوصة، مثل جميع أشكال النسيج الضام، لها طبقتان: حليمي (Papillary) وكثيف (Dense). الطبقة الحليمية هي الطبقة السطحية من الصفيحة المخصوصة، وتتكون من نسيج ضام رخو داخل حليمات النسيج الضام، جنبًا إلى جنب مع الأوعية الدموية والأنسجة العصبية. يحتوي النسيج على كمية متساوية من الألياف والخلايا والمواد بين الخلايا. الطبقة الكثيفة هي الطبقة الأعمق من الصفيحة المخصوصة، وتتكون من نسيج ضام كثيف يحتوي على كمية كبيرة من الألياف. بين الطبقة الحليمية والطبقات العميقة من الصفيحة المخصوصة توجد ضفيرة شعرية توفر التغذية لجميع طبقات الغشاء المخاطي وترسل الشعيرات الدموية إلى حليمات النسيج الضام.
قد تكون الطبقة تحت المخاطية موجودة أو غير موجودة في عمق الطبقة الكثيفة من الصفيحة المخصوصة، اعتمادًا على منطقة تجويف الفم. في حالة وجودها، تحتوي الطبقة تحت المخاطية عادةً على نسيج ضام رخو وقد تحتوي أيضًا على نسيج دهني أو غدد لعابية، بالإضافة إلى عظام أو عضلات مغطية داخل تجويف الفم. لا يحتوي الغشاء المخاطي للفم على الغشاء المخاطي العضلي، ومن الصعب تحديد الحدود بوضوح بينه وبين الأنسجة الكامنة. عادةً ما تحتوي مناطق مثل الخدين والشفاه وأجزاء من الحنك الصلب على طبقة تحت المخاطية (طبقة من النسيج الضام الغدي أو الدهني الرخو يحتوي على الأوعية الدموية الرئيسية والأعصاب التي تغذي الغشاء المخاطي). تحدد تركيبة الطبقة تحت المخاطية مرونة التصاق الغشاء المخاطي للفم بالبنى الأساسية. في مناطق مثل اللثة وأجزاء من الحنك الصلب، يُربَط الغشاء المخاطي للفم مباشرة بسمحاق العظم الكامن، بدون تدخل تحت المخاطي. يُطلق على هذا الترتيب اسم الغشاء المخاطي وهو يوفر ارتباطًا ثابتًا وغير مرن. 
عدد متغير من بقع فوردايس منتشرة في جميع أنحاء الأنسجة غير المتقرنة. هذه هي الأشكال الطبيعية، وتظهر على شكل نتوءات صغيرة صفراء على سطح الغشاء المخاطي. وهي تتوافق مع رواسب الزهم من الغدد الدهنية في غير مكانها في الطبقة تحت المخاطية والتي عادة ما ترتبط ببصيلات الشعر. 
توجد الصفيحة القاعدية (الغشاء القاعدي بدون مساعدة المجهر) في الواجهة بين ظهارة الفم والصفيحة المخصوصة المشابهة للبشرة والأدمة. 

## الوظائف
يُوضَع الضغط الميكانيكي باستمرار على البيئة الشفوية من خلال إجراءات مثل الأكل والشرب والتحدث. يخضع الفم أيضًا لتغيرات مفاجئة في درجة الحرارة ودرجة الحموضة مما يعني أنه يجب أن يكون قادرًا على التكيف مع التغير بسرعة. الفم هو المكان الوحيد في الجسم الذي يوفر الإحساس بالذوق. بسبب هذه السمات الفسيولوجية الفريدة، يجب أن يؤدي الغشاء المخاطي للفم عددًا من الوظائف المميزة.
- الحماية، تتمثل إحدى الوظائف الرئيسية للغشاء المخاطي للفم في الحماية الجسدية للأنسجة الكامنة من القوى الميكانيكية والميكروبات والسموم في الفم. يرتبط الغشاء المخاطي المقرن بالمضغ بإحكام بـ الحنك الصلب واللثة، يمثل هذا 25٪ من الغشاء المخاطي للفم. يقوم الغشاء المخاطي بدعم الأنسجة الأساسية من خلال مقاومة قوى التحميل التي تُمارَس أثناء المضغ. بطانة الغشاء المخاطي في الخدين والشفاه وأرضية الفم متحركة لعمل مساحة عند المضغ والحديث. أثناء المضغ، يُسمَح للطعام بالتحرك بحرية حول الفم ويحمي جسديًا الأنسجة الأساسية من الصدمات، وهذا يمثل 60٪ من الغشاء المخاطي للفم.

- الإفراز، اللعاب هو الإفراز الأساسي للغشاء المخاطي للفم. لديه العديد من الوظائف بما في ذلك التشحيم (lubrication)، والتخزين المؤقت للأس الهيدروجيني والمناعة. يُحافَظ على وظائف التزليق والمضادة للميكروبات في اللعاب بشكل أساسي عن طريق الراحة، ينتج عن اللعاب تأثير التنظيف وإزالة الحطام الفموي والعوامل الضارة. يحتوي اللعاب على العديد من البروتينات المضادة للميكروبات التي تساعد على حماية النظام البيئي للفم من العوامل المُعدِية. تعمل المكونات مثل الليزوزيم واللاكتوفيرين والبيروكسيداز اللعابي وتركيزات الميلوبيروكسيداز والثيوسيانات كآلية دفاع في اللعاب. يُفرَز اللعاب من 3 أزواج من الغدد اللعابية الرئيسية (النكافية، تحت الفك السفلي، تحت اللسان) جنبًا إلى جنب مع العديد من الغدد اللعابية الثانوية. كما أنه يساعد على الهضم الكيميائي الأوّلي للطعام لأنه يحتوي على إنزيم الأميلاز المسؤول عن تكسير الكربوهيدرات إلى سكريات.

- الإحساس، الغشاء المخاطي للفم غني بالأعصاب، مما يعني أنه جيد جدًا في الشعور بالألم واللمس ودرجة الحرارة والذوق. يُشارِك عدد من الأعصاب القحفية في الأحاسيس في الفم بما في ذلك العصب ثلاثي التوائم (الخامس)، والعصب الوجهي (السابع)، والعصب البلعومي اللساني (التاسع)، والأعصاب المبهمة. يُغطَّى ظهر اللسان بغشاء مخاطي متخصص. يحتوي هذا على براعم التذوق التي تسمح بالتذوق، وتشكل حوالي 15٪ من الغشاء المخاطي للفم. كما تبدأ ردود الفعل مثل البلع، والتقيؤ، والعطش في الفم.

- التنظيم الحراري، على الرغم من أنه ليس مهمًا في البشر، إلا أن بعض الحيوانات مثل الكلاب تعتمد على اللهث لتنظيم درجة حرارتها، حيث إن الغدد العرقية موجودة فقط في كفوفها. [12][13][14][15]

## الأمراض
من الأمراض الجرثومية التي تصيب أنسجة الفم مرض الزهري، وهو عدوى بكتيرية تنتقل عادة عن طريق الاتصال الجنسي. يُسبِّب هذا المرض بكتيريا اللولبية الشاحبة (Treponema Pallidum) وله أنواع مختلفة من المظاهر الفموية في مراحل مختلفة من المرض. 